# 巡回加群
数学において、巡回加群（じゅんかいかぐん、英: cyclic module）とは、1つの元で生成される加群のことである。

## 定義
環 R 上の左加群 M が巡回加群であるとは、ある x ∈ M が存在して、{\displaystyle M=Rx:=\{rx\mid r\in R\}} となることである。右加群についても同様に定義される。

## 例
- 正則加群 RR は巡回 R-加群である。
- 巡回群は巡回 Z-加群である。
- 単純加群は巡回加群である。
- 代数的閉体 F 上の線型空間 V をとる。線型作用素 T: V → V の固有値 λ に関する広義固有空間 V(λ) は巡回 F[T]-加群である。

## 性質
R を環とする。左 R-加群 M が巡回加群であるための必要十分条件は、M が RR の剰余加群となることである。具体的には、M = Rx のとき、準同型定理より {\displaystyle Rx\cong R/\operatorname {Ann} _{R}(x)} となる。ただし、{\displaystyle \operatorname {Ann} _{R}(x)=\{r\in R\mid rx=0\}} である。
巡回 Z-加群の部分加群は再び巡回加群であるが、一般の環上の巡回加群の部分加群は巡回加群とは限らない。